# Kristina Ohlsson
Kristina Ohlsson (Kristianstad, 2 de març de 1979) és una politòloga i escriptora sueca.
Va néixer el 2 de març de 1979 a la localitat noruega de Kristianstad. Treballà com a agent antiterrorista de l'Organització per a la Seguretat i la Cooperació a Europa (OSCE), així com també pel Servei de Seguretat Suec, pel Ministeri d'Afers Estrangers suec i per la Universitat de Defensa Nacional Sueca. La seva residència està establerta a Estocolm.
A banda del gènere literari de ficció per a adults, el qual inclou una sèrie que protagonitza l'analista i investigadora Fredrika Bergman, també va escriure una popular trilogia de novel·les de suspens per a menors. L'any 2010 va rebre el Premi Stabilo al millor escriptor de novel·la negra del sud de Suècia. Tres anys després, al 2013, va rebre el premi a la novel·la per a menors de la Sveriges Radio. L'any 2017 va rebre el premi Crimetime Specsavers a la novel·la negra per a menors.

## Obres literàries

### Novel·la negra[1][2]
- Askungar (2009)
- Tusenskönor (2010), preseleccionada com a Millor novel·la policíaca de l'any per l'Acadèmia Sueca d'Escriptors de Novel·la Negra
- Änglavakter (2011), preseleccionada com a Millor novel·la policíaca de l'any per l'Acadèmia Sueca d'Escriptors de Novel·la Negra
- Paradisoffer (2012)
- Davidsstjärnor (2013)
- Den bekymrade byråkraten: en bok om migration och människor (2014)
- Lotus Blues (2014)
- Mios Blues (2015)
- Sjuka själar (2016)
- Syndafloder (2017)[3]
- Henrys hemlighet (2019)

### Literatura infantil
- Glasbarnen (2013)
- Silverpojken (2014)
- Stenänglar (2015)
- Mysteriet på Hester Hill (2015)
- Zombiefeber (2016)
- Det magiska hjärtat (2016)
- Varulvens hemlighet (2017)
- Mysteriet på Örnklippan (2017)
- Mumiens gåta (2018)